# Янус (король Кипра)
Янус или Иоанн (Жан) II Кипрский или Жан II де Лузиньян (фр. Janus или Jean II de Lusignan; 1375, Генуя — 29 июня 1432, Никосия) — король Иерусалима, Кипра и Киликийской Армении (из трёх королевств, входивших в его титул, реально правил только Кипром) с 1398 по 1432 годы. Один из представителей, происходящей из Пуату (Франция) династии де Лузиньянов, которая правила после Крестовых походов на Кипре и в других христианских государствах ближнего Востока. Сын короля Якова (Жака) I и Эльвис Брауншвейг-Грубенгагенской (1353—1421), отец которой Филипп был коннетаблем Иерусалима, а брат Иоганн — адмиралом Кипра.

## Биография
Как и его отец, Янус находился заложником в Генуе. После освобождения он постарался освободиться от зависимости от Генуэзской республики, но ничего не смог противопоставить её флоту. В итоге 7 июля 1403 года Янус был вынужден подписать договор, подтверждающий торговую зависимость Кипра от генуэзцев.
В 1425 году в ответ на нападения кипрских пиратов на Сирию мамлюкский султан Барсбей послал свой флот в рейд на Лимасол. В следующем 1426 году мамлюкская армия высадилась на Кипре и 7 июля разбила около Хирокитии армию Януса, причём сам король попал в плен и был увезён в Каир. Отпущен он был только после того, как признал над собой сюзеренитет мамлюкского султана. Кроме того он был вынужден как платить дань мамлюкам, так и выплачивать генуэзцам весь доход с портов Фамагусты. От этого унижения он оправиться так и не смог и умер в 1432 году в Никосии.

## Браки и дети
1-я жена: после января 1400 года (брак расторгнут в 1407/1409 году) Англезия Висконти (ум. 12 октября 1439), дочь Бернабо Висконти, правителя Милана. Детей от этого брака не было.
2-я жена: с 1411 года Шарлотта де Бурбон (1388 — 15 января 1422), дочь Жана I де Бурбона, графа де Ла Марш. Дети:
- Иоанн (Жан) II (III) (16 мая 1418 — 28 июля 1458), король Кипра с 1432, титулярный князь Антиохии
- Жак де Лузиньян (ум. около 1426)
- Анна де Лузиньян (около 24 сентября 1419 — 11 ноября 1462), принцесса Кипра; муж: с 1 ноября 1433 (Шамбери)[2] Людовик I (21 февраля 1402 — 29 января 1465), граф Савойский
- Мария де Лузиньян (ум. после 29 апреля 1437)

Кроме того, у Януса было несколько детей, рождённых вне брака:
- Алоис (1408 — после 1421)
- Ги де Лузиньян (1410—1470), узаконен в 1428 году; жена: до 1432 года Изабелла Бабин, с 1434 года Изабо Плакотон (Isabeau Placoton).
- Катерина; муж: с 1427 года Гарсеан Суарес де лос Жернадилла, коннетабль и адмирал Кипра